# VfB Marburg
VfB Marburg is een Duitse voetbalclub uit Marburg, Hessen. De club bestond tussen 1905 en 1925 toen het opging in een fusie. In 1992 splitste de club zich af en werd weer zelfstandig onder de historische naam.

## Geschiedenis
De club werd op 13 mei 1905 opgericht als Marburger Fußball-Klub 1905. In 1907 telde de club al 100 leden en drie elftallen. In 1908 werd de naam VfB 1905 Marburg aangenomen en de club bood nu ook andere sporttakken aan. In 1911 en 1912 nam de club deel aan het toernooi om de Duitse Akademische titel en na overwinningen op 1. FC Nürnberg en Holstein Kiel won de club in 1911. Het volgende seizoen werd de club door Kiel uitgeschakeld.
Na elk jaar in de middenmoot te eindigen werd de club in 1912/13 Hessisch kampioen. In de reguliere competitie eindigde de club samen met Casseler FV 95 eerste en versloeg de club in de finale met 2:3. Hierdoor plaatste de club zich voor de West-Duitse eindronde, waar ze een pak slaag van 7:1 kregen van SC Union 05 Düsseldorf.
Tijdens de Eerste Wereldoorlog werden de activiteiten gestaakt. De club leed zwaar en 41 leden sneuvelden. In 1920 was de club opnieuw van de partij. De competitie was in drie groepen verdeeld en Marburg werd groepswinnaar van de groep Lahn. Na VfR Göttingen te verslaan stond de club in de finale om de titel tegen 1. Casseler BC Sport 1894 en verloor met 4:1. De club ging dat jaar op een nieuw terrein spelen en om dit in te wijden werd een galawedstrijd gespeeld tegen oud-landskampioen VfB Leipzig. De volgende jaren had de club wisselend succes.
Op 30 augustus 1925 fuseerde de club met SV Kurhessen, de vroegere voetbalafdeling van TSV 1860 Marburg en werd zo VfB Kurhessen 1905 Marburg. In 1937 fuseerde deze op zijn beurt met TSV 1860 en werd zo VfL 1860.
Op 9 april 1992 splitste de voetbalafdeling van VfL zich af van de hoofdvereniging en ging verder onder de naam VfB Marburg. Al in het eerste seizoen moest de club degraderen uit de Oberliga Hessen. Na een aantal jaar Landesliga kon de club in 1999 promoveren bleef tot 2005 in de Oberliga Hessen. In 2009 kon de club opnieuw promoveren en bleef twee seizoenen in de Oberliga. In 2012 degradeerde de club naar de Gruppenliga. Na vijf seizoenen kon de club terugkeren.

## Erelijst
Kampioen Hessen
1913

## Overzicht recente seizoenen
- 1992-93 (IV) Oberliga Hessen 17de
- 1993-94 (V) Landesliga Hessen-Mitte 8ste
- 1994-95 (V) Landesliga Hessen-Mitte 4de
- 1995-96 (V) Landesliga Hessen-Mitte 4de
- 1996-97 (V) Landesliga Hessen-Mitte 2de
- 1997-98 (V) Landesliga Hessen-Mitte 2de
- 1998-99 (V) Landesliga Hessen-Mitte 1ste
- 1999-00 (IV) Oberliga Hessen 13de
- 2000-01 (IV) Oberliga Hessen 14de
- 2001-02 (IV) Oberliga Hessen 7de
- 2002-03 (IV) Oberliga Hessen 7de
- 2003-04 (IV) Oberliga Hessen 15de
- 2004-05 (IV) Oberliga Hessen 18de
- 2005-06 (V) Landesliga Hessen-Mitte 10de
- 2006-07 (V) Landesliga Hessen-Mitte 12de
- 2007-08 (V) Landesliga Hessen-Mitte 4de
- 2008-09 (V) Landesliga Hessen-Mitte 1ste
- 2009-10 (V) Hessenliga